# Bizen-den
Le Bizen-den (備前伝) désigne une des cinq traditions de forge japonaise pendant la période Koto soit depuis la fin de l'ère Heian au début de celle de Momoyama). Cette tradition rassemble différentes écoles réputées dont les styles et techniques sont souvent proches.
Bizen-den est la tradition qui a produit le plus de forgerons de sabres talentueux dans toute l'histoire des nihontō. Elle commença par le fameux forgeron Ko-Bizen Tomonari, aux alentours de 987  dont la forme des lames était considérée comme particulierement majestueuse ; autrement dit, ses œuvres ne sont pas simplement « classiques », elles ont en grande partie contribué à établir cette notion. L'autre grand forgeron du Ko-Bizen, Masatsune, est considéré comme le plus habile d'entre tous pour ce qui est du jigane. Environ 500 lames Ko-Bizen, ou peut-être plus, subsistent encore aujourd'hui, et environ 200 ont été évaluées juyo token ou à un niveau supérieur. Fujishiro les évalue sai-jo-saku (manufacture suprême), et Toko-Taikan au prix exorbitant de 3,500 Man Yen (contre seulement 2,500 Man Yen pour Masamune). Si la plupart des lames Ko-Bizen sont malheureusement dans un état épouvantable (boshi incomplet ou manquant, brûlures, polissage à répétition, dommages dus aux combats…) et n'ont de ce fait conservé qu'une parcelle de leur splendeur d'antan, l'affection que leur porte les Japonais est trahie par l'indulgence coupable (mais nettement compréhensible) dont ils font preuve pour tout ce qui a trait à Ko-Bizen[réf. nécessaire].
Du reste, l'héritage de cette école est vaste et diversifié à travers la tradition Bizen plus tardive. Certaines écoles ont bénéficié de l'influence de la tradition Soshu et de Masamune (Chogi…) et d'autres de celle de l'Empereur Go-Toba (tous les Ichimonji).

## École Chogi (長義)
- Caractéristiques générales : présente les caractéristiques de la tradition Sôshu, surtout pour le hamon et le jihada.

Fondateurs : Nagashige (長重) et Kanenaga (兼重)

- Sugata : large kissaki, fin kasane et courbure légère.
- Jihada : le jigane est doux, le jihada est itame-hada mixé avec mokume-hada, nie et chikei.
- Hamon : basé sur nioi-deki. On retrouve gunome midare avec mimigata midare. L'activité en nie est basée sur la tradition de Sôshu.
- Bôshi : midare komi et long kaeri avec de l'activité.
- Forgerons : Nagashige (長重), Kanenaga (兼重) et Nagamori (長守)

## École Fukuoka Ichimonji (福岡一文字)
- Caractéristiques générales :

- Sugata : les tantô sont souvent plus grand que la moyenne mais restent élégants.
- Jihada : mokume-hada combiné à o-hada avec des chikei.
- Hamon : souvent dans le style ""choji-midare combiné à kawazuko-choji avec de superbes hataraki, flambloyant
- Bôshi : midare-komi.
- Horimono : les horimonosont rares, mais on voit parfois des gorges bo-bi et futasuji-bi.
- Forgerons : Yoshifusa (吉房), Sukezane (助真), Norifusa (則房), Sukefusa (助房), Nobufusa (延房), Yoshihira (吉平), Yoshimune (吉宗), Yoshimochi (吉用), Yoshimoto (吉元), Sukeyoshi (助吉), Sukemori (助守), Nobukane (信包), Nobumasa (信正), Yoshikane (吉包), Yoshiie (吉家), Naomune (尚宗) et Yoshizane (吉真)

## École Hatakeda (畠田)
Les lames du fondateur de cette école restent rares contrairement à celles de Moriie. 

Fondateur : Morichika (守近)
- Caractéristiques générales :

- Sugata : les lames sont particulièrement imposantes. Certains tachi mesurent plus de 1m et sont appelés nodachi ou seoidachi. Les tantô sont longs de même, ils dépassent en effet 30cm. Ces tantô ont en général un sori prononcé.
- Hamon : proche du style Ichimonji qui est en o-choji-midare combiné à juka-choji en nioi-deki.
- Bôshi : midare-komi avec un court kaeri.
- Forgerons : Morichika (守近) et Moriie (守家)

## École Iwato Ichimonji (岩戸一文字)
- Caractéristiques générales : les lames de cette école rappellent parfois le style de Yamashiro.

- Sugata : sori peu prononcé, large kissaki.
- Jihada : o-hada.
- Hamon : ko-choji-midare ou suguha combiné à ko-choji-midare en nioi-deki'.'
- Forgerons : Yoshitake (吉武), Shigeyosi (重吉), Yoshiuji (吉氏), Yoshimori (吉守), Yoshitoshi (吉利), Yoshisada (吉定) et Yoshihisa(吉久)

## École Kanemitsu (兼光)
- Caractéristiques générales : cette école est connue pour avoir être divisée en deux périodes de styles distincts. La première période est caractérisée pas un style proche de Kagemitsu (de l'école Osafune), avec des formes et un l'acier typiques de l'époque Kamakura (nioi-deki)' Cette tendance se poursuit ainsi jusque pendant la période Nambokuchô. La deuxième période, qui commence à l'ère Bunna (1352-1356) se traduit par un large kissaki et un mihaba peu courbe :

- Sugata : large kissaki, mihaba tendu et haut shinogi. Les tantô deviennent plus élégants vers la période Muromachi.
- Jihada : beau jigane avec utsuri et chikei.
- Hamon : o-midare en nie combiné à kataochi gunome et notare midare. On note parfois la présence de hataraki.
- Bôshi : très particulier, appelé Kanemitsu bôshi : midare komi avec nioi sur la pointe.
- Horimono : on trouve souvent des horimono simples (hi), mais aussi des horimono plus particuliers tels que ken-maki ryu (dragon enroulé autour d'une épée), tsume-tsuki-ken (épée surmontée de griffes) et noms de divinités calligraphiées.
- Forgerons : Enbun Kanemitsu (延文兼光), Tomomitsu (倫光), Yoshimitsu (義光), Yoshikage (義景), Hidemitsu (秀光), Motomitsu (基光), Masamitsu (政光), Toshimitsu (利光) et Shigemitsu (重光)

## École Katayama Ichimonji (片山一文字)
Fondateur : Norifusa (則房)

- Caractéristiques générales :
- Forgerons : Norifusa (則房), Sanetoshi (真利), Yorizane (依真), Noritsune (則常) et Norizane (則真)

## École Ko-ichimonji (古一文字)
Fondateur : Sadanori (定則). École active de la période Kamakura à la période Nambokuchô. Cette école étant proche géographiquement des provinces de Bitcû et Bizen, on ressent l'influence des écoles de ces régions.

- Caractéristiques générales :

- Sugata : les tachi sont grands et gracieux avec ikubi kissaki.
- Jihada : mokume-hada combiné à o-hada. Présence d'utsuri.
- Hamon : yakihaba irrégulier. Saka-chôji en nioi.
- Bôshi : ko-midare.
- Horimono : bôbi.
- Forgerons : Sadanori (定則), Norimune (則宗), Nobufusa (信房), Sukeyuki (助行), Yasunori (安則), Sukemune (助宗), Sukenori (助則), Narimune (成宗), Sukenari (助成), Sukemura (助村), Sukeshige (助茂), Muneie (宗家), Nobumasa (信正), Muneyoshi (宗吉), Munetada (宗忠) et Sadazane (貞真)

## École Motoshige (元重)
Fondateur : Motoshige (元重)

- Caractéristiques générales :
- Forgerons : Motoshige (元重), Shigezane (重真) et Motozane (元真)

## École Oei-Bizen (応永備前)
Fondateur : Morimitsu (盛光)

- Caractéristiques générales :
- Forgerons : Morimitsu (盛光), Yasumitsu (康光), Moromitsu (師光), Iesuke (家助) et Tsuneie (経家)

## École Omiya (大宮)
Fondateur : Kunimori (国盛)

- Caractéristiques générales :
- Forgerons : Kunimori (国盛), Sukemori (助盛), Morishige (盛重), Moritoshi (盛利), Morikage (盛景) et Morokage (師景)

## École Osafune (長船)
Fondateur : Mitsutada (光忠)

- Caractéristiques générales :
- Forgerons : Mitsutada (光忠), Nagamitsu (長光), Kagemitsu (景光), Kanemitsu (兼光), Kagehide (景秀), Kageyori (景依), Sanenaga (真長), Nagamoto (長元), Kagemasa (景政), Sanemitsu (真光) et Chikakage (近景)
- Considérée par certains comme la plus grande école des traditions Kōtō, ses forges furent noyées en 1590 par une inondation catastrophique de la rivière Yoshii, qui sonna le glas définitif de l'école Osafune, malgré les imitations ultérieures.

## École Saburo Kunimune (三郎国宗)
- Caractéristiques générales :
- Forgerons : Kunimune (国宗)

## École Sue-Bizen (末備前)
- Caractéristiques générales :
- Forgerons : Katsumitsu (勝光), Munemitsu (宗光), Tadamitsu (忠光), Sukesada (助定), Kiyomitsu (清光), Harumitsu (春光), Yukimitsu (幸光), Yoshimitsu (吉光), Nagamitsu (永光), Norimitsu (法光), Koremitsu (是光), Arimitsu (在光) et Arimitsu (有光)

## École Yoshii (吉井)
- Caractéristiques générales :
- Forgerons : Tamenori (為則), Kagenori (景則), Sanenori (真則), Ujinori (氏則), Yoshinori (吉則), Mitsunori (光則), Morinori (盛則), Kiyonori (清則), Naganori (永則) et Kanenori (兼則)

## École Yoshioka Ichimonji (吉岡一文字)
Fondateur : Sukeyoshi (助吉)

- Caractéristiques générales :
- Forgerons : Sukeyoshi (助吉), Sukemitsu (助光), Sukeshige (助茂), Sukeyoshi (助義) et Sukeshige (助重依)